# Kha Thiệu Mân
| Nhị thập tứ sử | Nhị thập tứ sử | Nhị thập tứ sử              | Nhị thập tứ sử |
| -------------- | -------------- | --------------------------- | -------------- |
| STT            | Tên sách       | Tác giả                     | Số quyển       |
| 1              | Sử ký          | Tư Mã Thiên                 | 130            |
| 2              | Hán thư        | Ban Cố                      | 100            |
| 3              | Hậu Hán thư    | Phạm Diệp                   | 120            |
| 4              | Tam quốc chí   | Trần Thọ                    | 65             |
| 5              | Tấn thư        | Phòng Huyền Linh (chủ biên) | 130            |
| 6              | Tống thư       | Thẩm Ước                    | 100            |
| 7              | Nam Tề thư     | Tiêu Tử Hiển                | 59             |
| 8              | Lương thư      | Diêu Tư Liêm                | 56             |
| 9              | Trần thư       | Diêu Tư Liêm                | 36             |
| 10             | Ngụy thư       | Ngụy Thâu                   | 114            |
| 11             | Bắc Tề thư     | Lý Bách Dược                | 50             |
| 12             | Chu thư        | Lệnh Hồ Đức Phân (chủ biên) | 50             |
| 13             | Tùy thư        | Ngụy Trưng (chủ biên)       | 85             |
| 14             | Nam sử         | Lý Diên Thọ                 | 80             |
| 15             | Bắc sử         | Lý Diên Thọ                 | 100            |
| 16             | Cựu Đường thư  | Lưu Hú (chủ biên)           | 200            |
| 17             | Tân Đường thư  | Âu Dương Tu, Tống Kỳ        | 225            |
| 18             | Cựu Ngũ Đại sử | Tiết Cư Chính (chủ biên)    | 150            |
| 19             | Tân Ngũ Đại sử | Âu Dương Tu (chủ biên)      | 74             |
| 20             | Tống sử        | Thoát Thoát (chủ biên)      | 496            |
| 21             | Liêu sử        | Thoát Thoát (chủ biên)      | 116            |
| 22             | Kim sử         | Thoát Thoát (chủ biên)      | 135            |
| 23             | Nguyên sử      | Tống Liêm (chủ biên)        | 210            |
| 24             | Minh sử        | Trương Đình Ngọc (chủ biên) | 332            |
| -              | Tân Nguyên sử  | Kha Thiệu Mân (chủ biên)    | 257            |
| -              | Thanh sử cảo   | Triệu Nhĩ Tốn (chủ biên)    | 529            |

Kha Thiệu Mân (chữ Hán: 柯劭忞; bính âm: Ke Shao Min, 1848 – 1933) tự Phượng Tôn, người huyện Giao Sơn Đông, là nhà sử học, nhà quốc học đầu thời Dân Quốc, từng giữ chức ủy viên ban quản trị và giáo sư trường Đại học Phụ Nhân Thiên Chúa giáo.

## Tiểu sử
Lúc nhỏ được mẹ là Lý thị ráng sức dạy dỗ, miệt mài đọc sách, chăm chỉ học tập, đến năm Quang Tự thứ 20 (năm 1886) ông thi đỗ Tiến sĩ, được trao chức Hàn Lâm Viện Thứ cát sĩ, Tản quán bổ nhiệm việc biên tu, làm quan tới chức Điển Lễ Viện học sĩ, sau khi chính phủ Dân Quốc thành lập, vì lòng còn tưởng nhớ đến cựu triều nên từ quan ẩn cư, ở nhà ông ra sức biên soạn và viết bộ Tân Nguyên sử, bộ sử là một công trình lớn được ông sưu tập và tổng hợp từ các nhà sử học trước trong khoảng thời gian 500 năm sau khi bộ Nguyên sử ra đời, tác phẩm có bổ sung thêm những nội dung mới, sửa đổi những sai lầm, thiếu sót khác nên được giới học thuật đánh giá rất cao, vì thế Đại học Đế quốc Tokyo của Nhật Bản đã trao tặng Kha Thiệu Mân danh hiệu Tiến sĩ danh dự, năm 1919, Đại Tổng thống Từ Thế Xương ra lệnh xếp bộ sử vào dạng chính sử, góp thêm vào Nhị thập tứ sử thành Nhị thập ngũ sử, tuy nhiên theo ý kiến của đa số giới học thuật thì bộ sử này không được liệt vào hàng chính sử.
Ngoài ra vào năm 1914, Viên Thế Khải cho thiết lập Thanh sử quán, bổ nhiệm Triệu Nhĩ Tốn làm Quán trưởng, Kha Thiệu Mân còn tham gia vào công việc biên soạn Thanh sử cảo, chỉnh sửa những phần trong Thanh sử cảo như Nho Lâm truyện, Văn Uyển truyện, Trù Nhân truyện, viết thêm một người trong Thiên Văn chí, bản thảo đầu tiên của Thanh sử cảo hoàn thành năm 1920, năm 1926 bắt đầu công việc hiệu đính, đến năm 1928 thì xuất bản tổng cộng hơn 1100 trang, đến khi về già vào năm 1925, ông được chính phủ Quốc Dân bổ nhiệm làm thành viên phía Trung Quốc trong dự án sự nghiệp Văn hóa phương Đông thuộc cộng đồng Trung Nhật đã tác động tới mối quan hệ với Nhật Bản, đồng thời được bầu làm Tổng tài trong Tổng Ủy ban Sự nghiệp Văn hóa phương Đông, năm 1928, vì lý do quân đội Nhật Bản phát động sự kiện Tế Nam, ông từ chức và trình ý kháng nghị lên các thành viên phía Trung Quốc, năm 1933 lâm bệnh mất tại nhà riêng ở Sơn Đông.